# Rouwkapel (Uithuizen)
De rouwkapel op de katholieke begraafplaats in de Nederlandse plaats Uithuizen is een rijksmonument.

## Achtergrond
De Jacobus de Meerderekerk werd rond 1861 gebouwd, zo'n tien jaar later werd de begraafplaats achter de kerk aangelegd. De in 1890 gebouwde neogotische rouwkapel op de begraafplaats werd ontworpen door een architect met de naam Nieboer uit Utrecht, maar is qua vormentaal tot in detail gebaseerd op het werk van Alfred Tepe, wiens werk veel gekopieerd werd. Het werd gebouwd door aannemer Adolf Rubertus uit Uithuizen. In de grafkelder onder de kapel werden vijf pastoors bijgezet. Het gebouwtje werd in 2010 gerestaureerd.  

## Beschrijving
De kapel is opgetrokken in rood-bruine baksteen op een donkerder trasraam. Op de hoeken staat een steunbeer. Het zadelschilddak is gedekt met leisteen. De entree bevindt zich aan de westzijde onder een spitsboog, waarboven een tuitgevel is geplaatst met in de nok een piron bekroond door een gietijzeren windwijzer. 
De kapel heeft een zesdelig kruisgewelf met ribben van rode baksteen en met gele steen gevulde vlakken. Binnen staat een altaar, met een natuurstenen beeldengroep van Jezus aan het kruis, naast hem Maria en Johannes. 

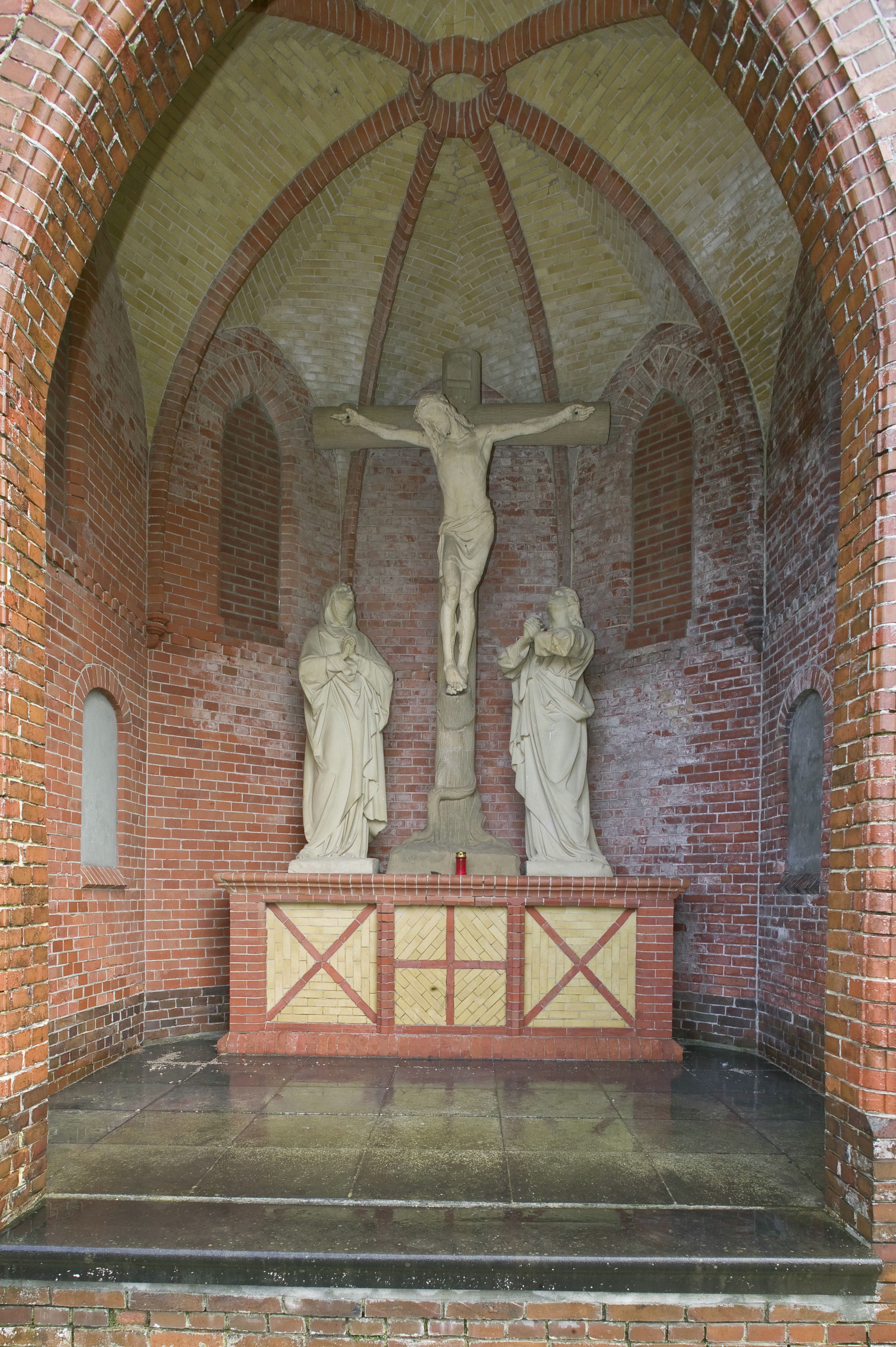
Het altaar

## Waardering
De rouwkapel werd in 2001 in het monumentenregister opgenomen vanwege de "cultuur- en architectuurhistorische waarde: als voorbeeld van een rouwkapel uit 1890 in de provincie Groningen in Neo-Gotische stijl; vanwege de bijzondere vormgeving en detaillering, gebaseerd op de vormentaal van architect A. Tepe; vanwege de hoge mate van gaafheid; vanwege de functionele en ruimtelijk-visuele relatie met andere onderdelen van het complex."